# Àrea Bàsica Policial

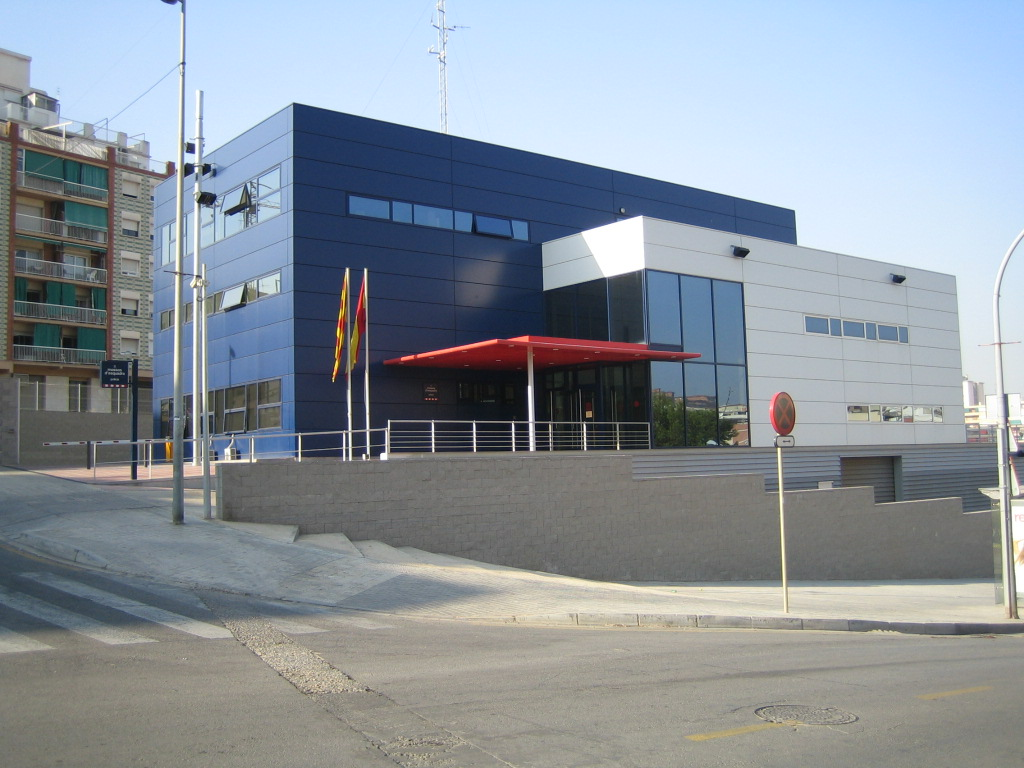
Comissaria de l'ABP de l'Hospitalet.

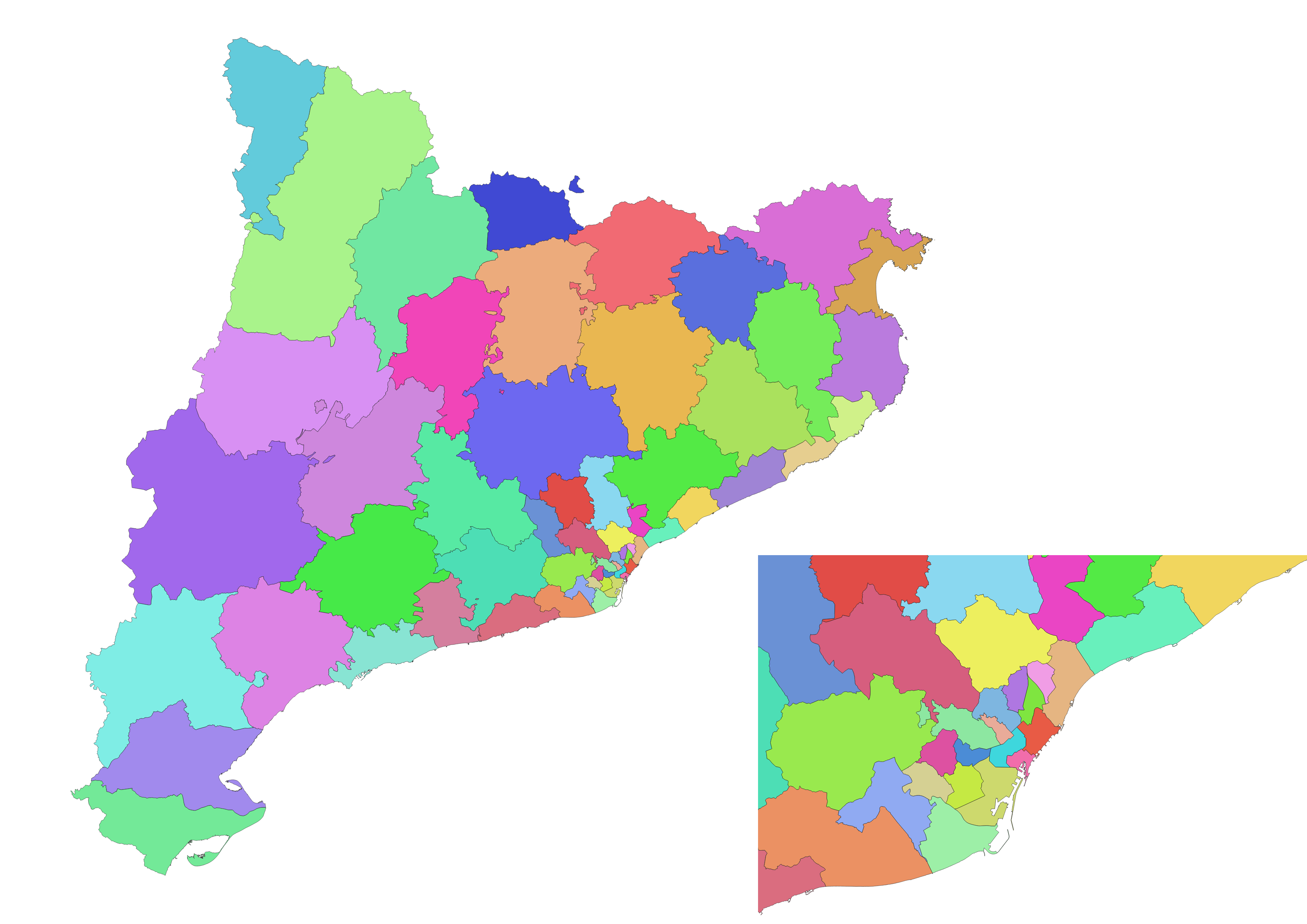
Àrees bàsiques policials

Les Àrees Bàsiques Policials són aquells organismes del cos de Mossos d'Esquadra que s'encarreguen de vetllar per la seguretat ciutadana en un territori concret de Catalunya i proporcionen a la ciutadania del seu territori els serveis policials bàsics.
Són les unitats mínimes, des del punt de vista geogràfic i de població, amb uns serveis bàsics per l'atenció primària de les demandes de seguretat ciutadana, prevenció, trànsit i investigació. Una agrupació d'ABP conforma una Regió Policial, i un conjunt de Regions Policials es gestiona des dels Serveis Centrals.

## Funcions
Segons l'article 142 del Decret 243/2007 les tasques que han de desenvolupar les àrees bàsiques policials són:
1. Evitar i perseguir les activitats antisocials, molestes i incíviques, tant les que puguin donar com a resultat una acció penal o com administrativa.
2. La seguretat de les persones o dels béns, ja sigui en la seva activitat social o en els moviments de masses (actes esportius, culturals i altres), o a la circulació viària, o riscos industrials, en col·laboració amb altres organismes.
3. La protecció a persones i institucions que així ho necessitin.
4. La col·laboració i actuació amb altres institucions per evitar o, si s'escau, minorar les conseqüències que per a la seguretat de les persones i els béns representen les calamitats d'origen natural.
5. Evitar les situacions de risc per a les persones i els béns, neutralitzar-les i, si s'escau, determinar si la conducta és susceptible de responsabilitat penal o administrativa.
6. Procurar una percepció de seguretat i tranquil·litat en la ciutadania i garantir l'exercici dels seus drets i llibertats.
7. Donar els serveis d'atenció a les víctimes, d'atenció a les persones que pateixin violència masclista i d'atenció a les persones detingudes.
8. La investigació d'il·lícits en l'àmbit de la delinqüència ordinària i de caràcter local que s'estableixin.

El servei d'atenció i protecció a les víctimes de la violència masclista desenvolupat pels GAV també s'ofereix des de les comissaries però no depèn formalment de les ABP.

## Estructura de l'ABP
Pel que fa a l'estructura immediatament superior de què depèn: Una ABP ha d'estar integrada dins d'una de les nou regions policials que hi ha Catalunya. Per tant, el cap de l'ABP està subordinat al cap (i sotscap) de la regió policial a què pertany.
Pel que fa a la seva implantació física, l'Àrea Bàsica Policial té la seu en una comissaria principal, que pot ser l'única de la seva àrea d'actuació o bé pot tenir algunes altres comissaries subordinades (anomenades comissaries de districte).

### El comandament de l'ABP

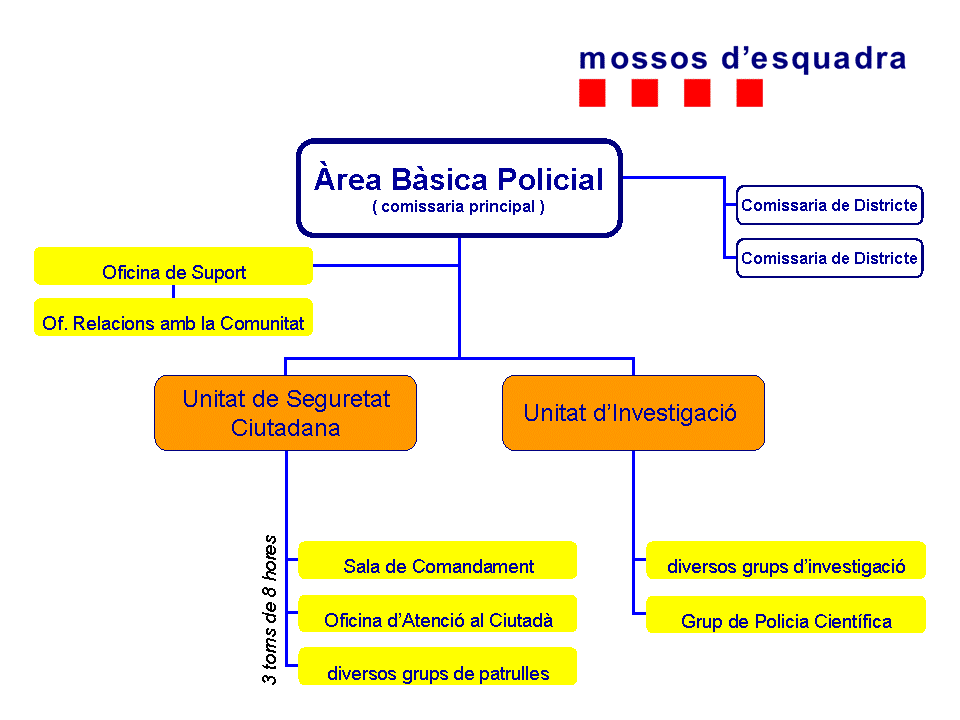
Organigrama d'una ABP, la USC i la UI, amb dos districtes més

Tota ABP té dos màxims comandaments, els quals són la màxima representació institucional de la Policia de la Generalitat - Mossos d'Esquadra al territori que tenen encomanat:
1. un Cap
2. un Sotscap, subordinat a les ordres del primer

Com a tals, són els interlocutors habituals amb les alcaldies dels municipis que formen l'ABP. Sota les ordres de la persona cap, ambdós dirigeixen, coordinen i supervisen els serveis efectuats per la comissaria o les comissaries que conformen aquella ABP. Són els responsables de l'aplicació de les polítiques de seguretat establertes per la Generalitat i ordenades per l'estructura policial superior. També són responsables de l'assoliment dels objectius operatius que s'activin. El cap és el primer comandament de l'ABP. La funció de la persona sotscap és la d'ajudar-lo amb les accions que li delegui o substituir-lo en cas d'absència.
Habitualment el cap d'una ABP sol tenir el rang d'inspector (tot i que a les ABP més importants del país poden ser intendents). Pel que fa al sotscap sol tenir un rang inferior al primer, és a dir que habitualment acostuma a ser un sotsinspector (o un inspector en el cas de les ABP més importants).
Ambdós exerceixen el comandament sobre les dues unitats especialitzades que desenvolupen les dues funcions bàsiques que les ABP tenen encomanades en el seu territori: la seguretat ciutadana i la investigació dels delictes menors:

### La Unitat de Seguretat Ciutadana - USC
La principal activitat de la USC és mantenir la presència policial al carrer per garantir la convivència i seguretat públiques neutralitzant conductes antisocials i perseguint els delictes flagrants que es cometin en presència seva (com ara un robatori o actes greus d'incivisme). És dirigida pel cap de la USC, qui acostuma a ser un policia amb el rang de sotsinspector. Cal tenir en compte que tant la comissaria principal de l'ABP com les comissaries de districte que en depenguin tenen cadascuna la seva pròpia Unitat de Seguretat Ciutadana. Entre elles es reparteixen els municipis de l'ABP que han de cobrir. Com que la seguretat ciutadana del país s'ha de mantenir tot el dia, les USC treballen ininterrompudament les 24 hores, les quals són distribuïdes en tres torns de treball. Està composta per diversos grups que es dediquen a patrullar el carrer, atendre la ciutadania a la comissaria i a coordinar la unitat des de la sala de comandament.

### La Unitat d'Investigació - UI
La principal activitat de la UI és investigar i perseguir els delictes menors que es produeixen en tot el territori de l'ABP (tant els de la comissaria principal com els de les comissaries de districte). És dirigida pel cap de la UI, qui acostuma a ser un sergent (o bé un sotsinspector en les UI de les ABP més importants). El cap d'aquesta unitat informa de les investigacions al cap i al sotscap de l'ABP, es coordina amb els jutges i fiscals del partit judicial per duu a terme les investigacions i elabora els informes dels darrers modus operandi detectats perquè siguin coneguts per la USC. Està composta per diversos grups que es dediquen a la investigació i un grup de policia científica.
La supervisió d'aquesta unitat la duu a terme normalment el sotscap de l'ABP.

### La Oficina de Suport - OS
L'OS és un grup d'agents que té per funció planificar les actuacions de l'ABP, planificar els horaris i les vacances del personal, vetllar per l'estat del material i realitzar estadístiques de l'activitat criminal al territori de l'ABP. Està dirigida per un cap que depèn directament del cap i del sotscap de l'ABP.
Dins de l'Oficina de Suport hi ha també l'Oficina de Relacions amb la Comunitat (ORC). Aquesta és un segon grup d'agents que s'encarrega de fer arribar els missatges policials que es determinin al conjunt de la ciutadania de l'ABP. Normalment ho fa a través de reunions amb tot tipus d'entitats: associacions culturals, sindicats, patronals, grups de col·lectius, escoles, etc.

## Les Comissaries de Districte

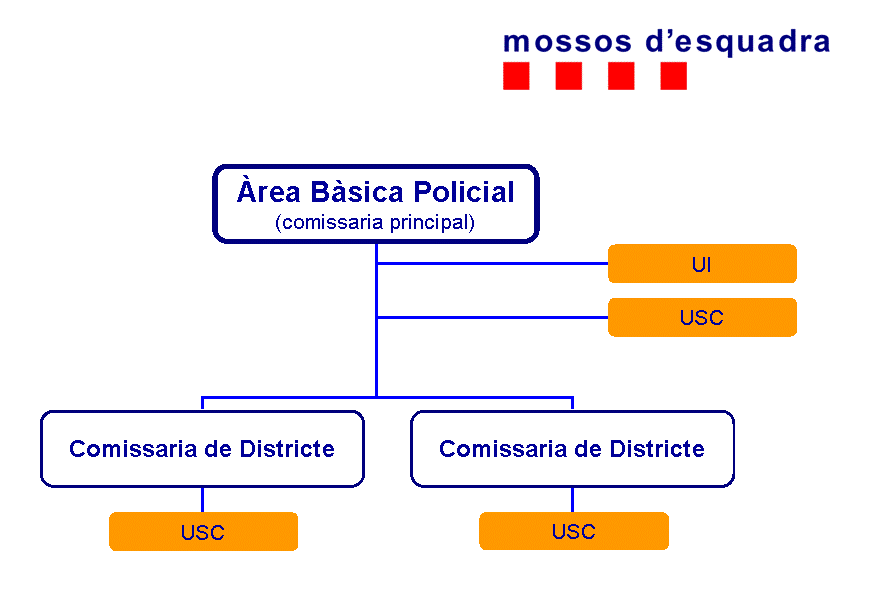
Exemple d'ABP amb dos districtes (és a dir, un total de tres comissaries).

Tot i que per definició l'ABP és una àrea bàsica, hi ha algunes ABP prou complexes o grans perquè necessitin tenir altres comissaries secundàries: són les anomenades Comissaries de Districte (secundàries respecte a la comissaria central de l'ABP). Les Comissaries de Districte estan a les ordres del cap i del sotscap de l'ABP. El cap d'una Comissaria de Districte acostuma a tenir el rang de sotsinspector (tot i que en el cas de les ABP més importants un cap de districte pot ser perfectament un inspector).
L'única funció de les comissaries de districte és només la de vetllar per la seguretat ciutadana dels municipis de l'ABP que li hagin adjudicat. Per això compta només amb la Unitat de Seguretat Ciutadana, que segueix el mateix patró de la USC de la comissaria principal. L'única diferència entre la comissaria principal i una comissaria de districte és que aquestes últimes no tenen una Unitat d'Investigació pròpia, ja que hi actua la UI de tota l'ABP.
Un exemple concret és l'ABP de Granollers, al Vallès Oriental, que compta amb la comissaria principal a Granollers i dues comissaries de districte més a Sant Celoni i Caldes de Montbui, cadascuna d'elles amb una USC particular. En total, doncs, aquesta ABP té tres comissaries, com a l'exemple de l'esquema de la dreta.

## La mida d'una ABP
L'abast territorial d'una ABP varia segons la complexitat i el pes demogràfic del territori que té encomanat. Bàsicament a les zones més poblades del país una ABP comprèn només alguns municipis. En canvi a les menys poblades pot comprendre més d'una comarca. Un cas especial és la ciutat de Barcelona, la qual pel seu gran pes demogràfic i per ser la capital del país està dividida en 10 ABP que configuren elles soles la Regió Policial Metropolitana de Barcelona.
Però a banda de la densitat demogràfica hi ha altres variables que determinen la mida d'una ABP: Com ara la geografia del territori, la quantitat de superfície, la conflictivitat que presenti, la distribució de la població en nuclis dispersos, la presència de vies de comunicació importants o fins i tot la implantació judicial.
Dins d'aquest territori hi pot haver des d'un mínim d'una comissaria a un màxim de tres. Una d'elles és la comissaria principal de l'ABP, on hi ha la persona cap, i les altres són comissaries de districte, que també estan sota el seu comandament.

## Llista d'ABP
A Catalunya hi ha un total de 59 àrees bàsiques policials, que cobreixen la totalitat del país distribuïdes en les regions policials següents:
a) Regió Policial Metropolitana Barcelona (RPMB):
- ABP Eixample: Àrea Bàsica Policial que comprèn el districte municipal homònim. Seu de la RPMB.
- ABP Ciutat Vella: Àrea Bàsica Policial que comprèn el districte municipal homònim.
- ABP Sarrià - Sant Gervasi: Àrea Bàsica Policial que comprèn el districte municipal homònim.
- ABP Sants-Montjuïc: Àrea Bàsica Policial que comprèn el districte municipal homònim.
- ABP Horta-Guinardó: Àrea Bàsica Policial que comprèn el districte municipal homònim.
- ABP Gràcia: Àrea Bàsica Policial que comprèn el districte municipal homònim.
- ABP Les Corts: Àrea Bàsica Policial que comprèn el districte municipal homònim.
- ABP Sant Martí: Àrea Bàsica Policial que comprèn el districte municipal homònim.
- ABP Nou Barris: Àrea Bàsica Policial que comprèn el districte municipal homònim.
- ABP Sant Andreu: Àrea Bàsica Policial que comprèn el districte municipal homònim.

b) Regió Policial Metropolitana Nord (RPMN):
- ABP Granollers: Àrea Bàsica Policial que comprèn gairebé tot el Vallès Oriental. Seu de la RPMN
- ABP Rubí: Àrea Bàsica Policial que comprèn el municipi homònim i els del voltant.
- ABP Sabadell: Àrea Bàsica Policial que comprèn el municipi homònim i els del voltant.
- ABP Cerdanyola: Àrea Bàsica Policial que comprèn el municipi homònim i els del voltant.
- ABP Terrassa: Àrea Bàsica Policial que comprèn el municipi homònim i els del voltant.
- ABP Mollet del Vallès: Àrea Bàsica Policial que comprèn el municipi homònim i els del voltant.
- ABP Badalona: Àrea Bàsica Policial que comprèn el municipi homònim i el de Sant Adrià del Besòs.
- ABP Santa Coloma de Gramenet: Àrea Bàsica Policial que comprèn el municipi homònim.
- ABP Premià de Mar: Àrea Bàsica Policial que comprèn el municipi homònim i els del voltant.
- ABP Mataró: Àrea Bàsica Policial que comprèn el municipi homònim i els del voltant.
- ABP Arenys de Mar: Àrea Bàsica Policial que comprèn el municipi homònim i els del voltant.

c) Regió Policial Metropolitana Sud (RPMS):
- ABP Sant Feliu de Llobregat: Àrea Bàsica Policial que comprèn el municipi homònim i els del voltant. Seu de la RPMS.
- ABP Martorell: Àrea Bàsica Policial que comprèn el municipi homònim i els del voltant.
- ABP Hospitalet: Àrea Bàsica Policial que comprèn el municipi homònim.
- ABP Esplugues de Llobregat: Àrea Bàsica Policial que comprèn el municipi homònim i el de Sant Just Desvern.
- ABP El Prat: Àrea Bàsica Policial que comprèn el municipi homònim.
- ABP Sant Boi de Llobregat: Àrea Bàsica Policial que comprèn el municipi homònim i els del voltant.
- ABP Gavà: Àrea Bàsica Policial que comprèn el municipi homònim i els del voltant.
- ABP Cornellà de Llobregat: Àrea Bàsica Policial que comprèn el municipi homònim.
- ABP Garraf: Àrea Bàsica Policial que comprèn la comarca homònima.
- ABP Alt Penedès: Àrea Bàsica Policial que comprèn la comarca homònima.

d) Regió Policial Pirineu Occidental (RPPO):
- ABP Alt Urgell: Àrea Bàsica Policial que comprèn la comarca homònima. A la Seu d'Urgell hi ha la seu de la RPPO.
- ABP Vall d'Aran, Alta Ribagorça : Àrea Bàsica Policial que comprèn les comarques homònimes.
- ABP Pallars Jussà, Pallars Sobirà: Àrea Bàsica Policial que comprèn les comarques homònimes.
- ABP Cerdanya: Àrea Bàsica Policial que comprèn la comarca homònima.

e) Regió Policial Girona (RPG):
- ABP Gironès, Pla de l'Estany: Àrea Bàsica Policial que comprèn les comarques homònimes. A Girona hi ha la seu de la RPG.
- ABP Alt Empordà - Figueres: Àrea Bàsica Policial que comprèn la part est de la comarca homònima.
- ABP Alt Empordà - Roses: Àrea Bàsica Policial que comprèn la part est de la comarca homònima.
- ABP Baix Empordà - La Bisbal: Àrea Bàsica Policial que comprèn la part nord de la comarca homònima.
- ABP Baix Empordà - Sant Feliu de Guíxols: Àrea Bàsica Policial que comprèn la part sud de la comarca homònima.
- ABP Selva Litoral: Àrea Bàsica Policial que comprèn la part costanera de la comarca homònima.
- ABP Selva Interior: Àrea Bàsica Policial que comprèn la part interior de la comarca homònima.
- ABP Garrotxa: Àrea Bàsica Policial que comprèn la comarca homònima.
- ABP Ripollès: Àrea Bàsica Policial que comprèn la comarca homònima.

f) Regió Policial Central (RPC):
- ABP Bages: Àrea Bàsica Policial que comprèn la comarca homònima. A Manresa hi ha la seu de la RPC.
- ABP Osona: Àrea Bàsica Policial que comprèn la comarca homònima.
- ABP Berguedà: Àrea Bàsica Policial que comprèn la comarca homònima.
- ABP Solsonès: Àrea Bàsica Policial que comprèn la comarca homònima.
- ABP Anoia: Àrea Bàsica Policial que comprèn la comarca homònima.

g) Regió Policial Terres de l'Ebre (RPTE):
- ABP Baix Ebre: Àrea Bàsica Policial que comprèn la comarca homònima. A Tortosa hi ha la seu de la RPTE.
- ABP Ribera d'Ebre, Terra Alta: Àrea Bàsica Policial que comprèn les comarques homònimes.
- ABP Montsià: Àrea Bàsica Policial que comprèn la comarca homònima.

h) Regió Policial Ponent (RPP):
- ABP Segrià, Garrigues, Pla d'Urgell: Àrea Bàsica Policial que comprèn les comarques homònimes. A Lleida hi ha la seu de la RPP.
- ABP Segarra, Urgell: Àrea Bàsica Policial que comprèn les comarques homònimes.
- ABP Noguera: Àrea Bàsica Policial que comprèn la comarca homònima.

i) Regió Policial Camp de Tarragona (RPCT):
- ABP Tarragonès: Àrea Bàsica Policial que comprèn la comarca homònima. A Tarragona hi ha la seu de la RPCT.
- ABP Baix Penedès: Àrea Bàsica Policial que comprèn la comarca homònima.
- ABP Alt Camp, Conca de Barberà: Àrea Bàsica Policial que comprèn les comarques homònimes.
- ABP Baix Camp, Priorat: Àrea Bàsica Policial que comprèn les comarques homònimes.